# Redlands (Kalifornia)

Położenie Redlands w hrabstwie San Bernardino

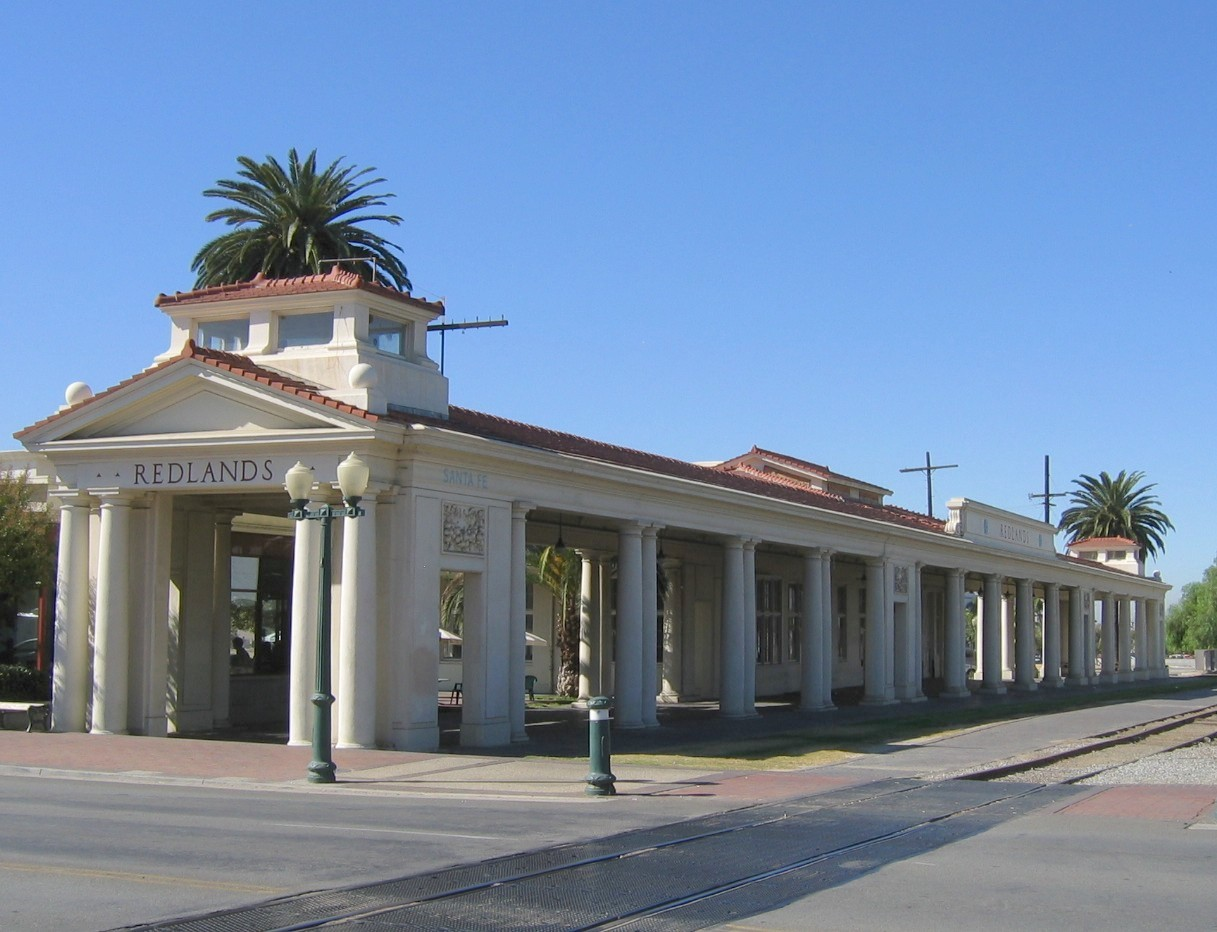
Stacja kolejowa w Redlands

Redlands – miasto w Stanach Zjednoczonych położone w południowo-zachodniej części hrabstwa San Bernardino w Kalifornii. Liczba mieszkańców 63.591 (2008).

## Położenie
Redlands położone jest w rejonie metropolitalnym Los Angeles, oraz w regionie Inland Empire. Znajduje się ok. 103 km na wschód od Los Angeles i ok. 16 km na południowy wschód, od stolicy hrabstwa, miasta San Bernardino. Miasto rozdziela na pół autostrada międzystanowa nr 15.

## Historia
W XVIII wieku, po przybyciu pierwszych osadników tereny dzisiejszego Redlands znalazły się w granicach Rancza San Bernardino. Osadnictwo rozpoczęło się w 1865 roku, jego intensyfikacja nastąpiła po wybudowaniu linii kolejowej łączącej południowa Kalifornię z San Francisco. W 1888 roku miejscowość otrzymała prawa miejskie. Nazwa miasta pochodzi od koloru gleby adobe na jakiej jest wybudowane.
W Redlands znajduje się kilka szkół wyższych, w tym University of Redlands.

## Miasta partnerskie
- Hino, Japonia
- San Miguel de Allende, Meksyk